# Вітез (футбольний клуб)
Футбольний клуб Вітез або просто «Вітез» (босн. Fudbalski klub Vitez) — професіональний боснійський футбольний клуб з міста Вітез. Зараз клуб виступає в Прем'єр-лізі Боснії і Герцеговини.

## Історія
В 1947 році з ініціативи футбольних уболівальників було створено ФК «Радник». Клуб відразу розпочав виступи в Чемпіонаті Сараєвської групи, а свої домашні поєдинки проводив на імпровізованому футбольному майданчику. Наступного року після свого заснування змінив назву на «Слога». В 1954 році команда повернулася до своєї історичної назви, під якою й виступала до 1967 року. Саме того року команда змінила свою назву на «Вітез», під якою виступав до 2004 року. В кінці 80-их років клуб виступав на рівні чемпіонату Югославії. Однак найбільшим успіхом в історії клубу став вихід до фіналу кубку Югославії проти «Рієки». Починаючи з сезону 1994/95 років «Вітез» виступав у Першій футбольній лізі Боснії і Герцеговини, а після створення Прем'єр-ліги у сезоні 2000/01 років вони продовжували виступати в Першій лізі ФБіГ. До першої ліги «Вітез» повернувся одразу ж після вильоту до другої ліги в сезоні 2009/10 років. Для того, щоб повернутися до першої ліги, «Вітез» зіграв у плей-оф з клубом Подгрмеч (Санський Мост), який переміг «лицарів» з рахунком 5:1, а в матчі-відповіді команда з Санського Мосту зіграла в нічию 2:2 і загальним рахунком 7:3 здобула путівку до Першої ліги ФБіГ. У сезоні 2012/13 років «Вітез» став чемпіоном Першої Ліги ФБіГ, що є найбільшим успіхом в історії клубу, і завоював путівку до Прем'єр-ліги БіГ.
У дебютному сезоні у вишому дивізіоні, «Вітез» фінішував на 9-му місці. Перша перемога у Прем'єр-лізі «Вітезь» здобув лише в 7-му турі, над «Широкім Брієгом». У другій половині сезону 2013/14 років «Вітез» очолив колишній хорватський гравець Анте Міше, під керівництвом якого клуб демонстрував хороші результаті. Напередодні початку сезону 2014/15 років новим головним тренером було призначено Хуснію Араповича. Арапович надовго не затримався у «Вітезі», після декількох поразок був звільнений, а тренером знову став Міше, який залишився на своїй посаді до завершення чемпіонату, коли його змінив Валентин Плавчич. «Вітез» зумів зберегти прописку у вищому дивізіоні лише завдяки найкращій різниці забитих та пропущених м'ячів, ніж у «Младості» з Веліка Обарска.
На початку сезону 2016/17 років новим тренером «Вітеза» став Бранко Карачичем, який зумів зберегти прописку у вищому дивізіоні. Наступного сезону під керівництвом Бориса Павича та Славена Муси, «Вітез» знову зберіг прописку у вищому дивізіоні, таким чином забезпечивши п'ятий поспіль сезон у найвищих дивізіонах боснійського чемпіонату.
Саме в цьому клубі розпочинали кар'єр багато відомих та видатних югославських футболістів, найзірковішим з яких був Анто Райкович, багаторічний гравець клубу «Сараєво», гравець збірної Югославії та основний гравець англійського «Свонсі Сіті». Крім Райковича, в команді виступало також багато інших відомих футболістів: Нікола Грабовац, Желько Біюш, Франо Сколяк Кані (перший футболіст клубу, який виступав у Першій лізі Югославії в клубі «Челік» із Зеніци), Галіб Муйчич, Варупа Вейсиль, Франжо Вулета.
В останні роки провідні ролі в клубі відігравали Велимир Видич (колишній гравець збірної БіГ, «Слободи» з Тузли, «Зриньські» та «Широкі Брієга»), Алдин Злотрг («Челік»), Даріо Пранькович («Травнік» та «Марсонія»), Младен Юрчевич («Вартекс», «Шибеник», «Челік», «Широкі Брієг»), Владимир Бранкович («Зринські»), Звонимир Козуль («Бранітель», «Широкі Брієг»), Велибор Джурич («Гласинац» Соколац, «Славія» зі Східного Сараєво), Милан Мунимович («Славія» зі Східного Сараєво, «Сараєво», «Зринські»), Зоран Кокот («Славія» зі Східного Сараєво, «Олімпік», «Желєзнічар», «Беверен»), Гаріс Геко («Челік»), Марко Євтич («Радник» з Бієліни, «Рудар» Прієдор, «Борац» Баня-Лука), Марко Басара («Єдинство» Бігач, «Радник» з Бієліни, «Зринські», «Козара» Градишка), Тоні Пезо («Хайдук»), Давид Самуель Нволокор («Рієка», «Шибеник»), Славко Брекало («Широкі Брієг»), Харис Дилавер («Челік», «Платаніас», «Младост» Добой-Какань), Нусмир Фаїч («Звєзда» Градачац, «Рудар» Прієдор, «Травнік», «Мура», «Марибор», «Динамо» Мінськ), Анел Дедич («Челік»), Ведран Кантар («Рудар» Прієдор, «Борац» Баня-Лука, «Зринські»), Тоні Ливанчич, Борислав Пилипович («Борац» Баня-Лука, «Змінь», «Істра 1961», «Карловац»), Армин Імамович, Ясмин Смрико, Армин Капетан, Дамир Расич та Ведран Видович.
В 2004 році команда дещо видозмінила назву на ФК «Вітез ФІС», а в 2009 році — на ФК «Екос» (Вітез). Першим президентом в історії клубу був Петар Паар.

## Досягнення
- Перша ліга ФБіГ
  -  Чемпіон (1): 2012/13

## Стадіон
«Вітез» проводить свої домашні поєдинки на «Міському стадіоні» у Вітезі. Оскільки цей стадіон не отримав ліцензії на проведення на ньому матчів боснійської Прем'єр-ліги, тому команду змушена була тимчасово переїхати до Зениці на стадіон «Камберовича». А «Міський стадіон» у Вітезі здобув необхідну ліцензію напередодні початку сезону 2014/15 років.

## Склад команди
As of 22 August, 2017
| №  | Поз. | Нац.                 | Гравець                                |
| -- | ---- | -------------------- | -------------------------------------- |
| 1  | ВР   | Боснія і Герцеговина | Іван Тирич                             |
| 2  | ЗХ   | Боснія і Герцеговина | Іван Станич                            |
| 3  | ЗХ   | Боснія і Герцеговина | Славко Брекало                         |
| 4  | ЗХ   | Боснія і Герцеговина | Тоні Типурич                           |
| 6  | ПЗ   | Боснія і Герцеговина | Кристиян Рамляк                        |
| 7  | ЗХ   | Боснія і Герцеговина | Іван Ливая (капітан)                   |
| 8  | ПЗ   | Боснія і Герцеговина | Елвис Бибич                            |
| 9  | ПЗ   | Хорватія             | Звонимир Вукоя                         |
| 10 | ПЗ   | Боснія і Герцеговина | Магир Карич (в оренді з «Олімпіка»)    |
| 11 | ЗХ   | Боснія і Герцеговина | Джордже Чосич (в оренді з «Зриньські») |
| 13 | ЗХ   | Боснія і Герцеговина | Лука Милетич                           |
| 14 | ВР   | Боснія і Герцеговина | Юриця Бадров                           |

| №  | Поз. | Нац.                 | Гравець       |
| -- | ---- | -------------------- | ------------- |
| 16 | ПЗ   | Боснія і Герцеговина | Іван Мамич    |
| 17 | НП   | Боснія і Герцеговина | Бобан Джерич  |
| 18 | ПЗ   | Боснія і Герцеговина | Петар Бойо    |
| 19 | НП   | Боснія і Герцеговина | Селмин Джогич |
| 20 | ПЗ   | Боснія і Герцеговина | Йосип Сантич  |
| 21 | ПЗ   | Боснія і Герцеговина | Марин Вранжич |
| 23 | ВР   | Боснія і Герцеговина | Емир Кутагич  |
| 25 | ПЗ   | Боснія і Герцеговина | Марко Франжич |
| 32 | НП   | Боснія і Герцеговина | Сеід Зукич    |
| ?  | ЗХ   | Боснія і Герцеговина | Маріо Бойо    |
| ?  | ПЗ   | Хорватія             | Йосип Вукович |

## Статистика виступів
| 2009/10 | Перша футбольна ліга Федераці БіГ | II  | 15/16 | 36 |
| 2010/11 | Друга ліга Федераці БіГ Захід I   | III | 1/12  | 57 |
| 2011/12 | Перша футбольна ліга Федераці БіГ | II  | 3/16  | 52 |
| 2012/13 | Перша футбольна ліга Федераці БіГ | II  | 1/15  | 55 |
| 2013/14 | Прем'єр-ліга                      | I   | 9/16  | 36 |
| 2014/15 | Прем'єр-ліга                      | I   | 14/16 | 26 |
| 2015/16 | Прем'єр-ліга                      | I   | 9/16  | 39 |
| 2016/17 | Прем'єр-ліга                      | I   | 9/16. | 35 |

## Відомі гравці
- Велимир Видич
- Анто Райкович
- Младен Юрчевич
- Анте Міше
- Бранко Карачич
- Борис Павич
- Славен Муса
- Велибор Джурич
- Милан Муминович
- Іван Ливая
- Звонимир Козуль

## Відомі тренери
- Валентин Плавчич
- Анте Міше
- Гусінья Арапович (18 червня 2014 – 25 серпня 2014)
- Анте Міше (Sept 2, 2014 – April 19, 2015)
- Валентин Плавчич (21 квітня 2015–2016)
- Славен Муса (2016–)